# Nikołaj Tarakanow
Nikołaj Jakowlewicz Tarakanow (ros. Никола́й Я́ковлевич Тарака́нов, ur. 1913, zm. 1991) – radziecki dyplomata.
Członek WKP(b), 1941 ukończył Moskiewski Miejski Instytut Pedagogiczny, od 1951 pracował w Ministerstwie Spraw Zagranicznych ZSRR, 1951-1955 radca Ambasady ZSRR w Czechosłowacji. Od 1958 do września 1960 konsul generalny w Bombaju (Indie), od 8 września 1960 do 27 marca 1965 ambasador nadzwyczajny i pełnomocny ZSRR na Cejlonie, od 20 października 1965 do 24 czerwca 1970 ambasador nadzwyczajny i pełnomocny ZSRR w Australii.